# Francesco Dracone
Francesco Dracone (* 21. September 1983 in Turin) ist ein italienischer Automobilrennfahrer. Er trat mit Unterbrechungen von 2006 bis 2014 in der Auto GP, der ehemaligen Euroseries 3000, an. 2015 startete Dracone in der IndyCar Series.

## Karriere
Dracone begann seine Motorsportkarriere 1997 im Kartsport, in dem er bis 1999 aktiv war. 2002 wechselte er in die italienische Formel-3-Meisterschaft, in der er bis 2005 antrat. Allerdings nahm er nie an einer kompletten Saison teil und absolvierte in den vier Jahren nur neun Rennen. 2006 wechselte er in die Euroseries 3000 zu Euronova Racing. Er nahm an sieben der neun Rennwochenenden teil und belegte mit einem achten Platz als bestes Ergebnis den 23. Gesamtrang. 2007 startete er für zwei Teams in der Euroseries 3000 und er holte seine ersten Punkte in dieser Rennserie. Am Saisonende wurde er 22. 2008 bestritt Dracone für Emmebi Motorsport seine dritte Saison in der Euroseries 3000. Es gelang ihm in dieser Saison regelmäßiger zu punkten und er verbesserte sich in der Gesamtwertung auf den 18. Platz. In der folgenden Saison blieb er bei Emmebi Motorsport und schaffte erneut eine Verbesserung in der Gesamtwertung zu erzielen. Mit fünften Plätzen als beste Resultate belegte er den siebten Gesamtrang. Darüber hinaus nahm er an zwei Rennen der Superstars Series, einer Tourenwagenserie, teil.
2010 fand Dracone zunächst kein Cockpit. Ende Juli absolvierte er für Conquest Racing eine Testfahrt in der IndyCar Series und wurde anschließend für zwei Rennen als Ersatz für Mario Romancini unter Vertrag genommen. Am Saisonende belegte der Rennfahrer, der in beiden Rennen nicht mit seinem Teamkollegen mithielt, den 37. Gesamtrang. 2011 kehrte er nach Europa zu Emmebi Motorsport zurück. Für den italienischen Rennstall trat er in der Auto GP, der Nachfolgeserie der Euroseries 3000, an. Nachdem der Rennstall zur vierten Veranstaltung aus der Serie ausgestiegen war, setzte Dracone sein Engagement bei Ombra Racing fort. Dracone beendete die Saison mit einem Punkt auf dem 21. Gesamtrang. Sein Ombra-Teamkollege Kevin Ceccon wurde Meister. 2012 stieg Dracone für Virtuosi Racing UK zum dritten Rennwochenende der nun Auto GP World Series heißenden Rennserie in die Saison ein. Er schloss die Saison auf dem 16. Platz ab, während sein Teamkollege Pål Varhaug Gesamtzweiter wurde. 2013 fuhr Dracone in der Auto GP je zwei Rennwochenenden für SuperNova International und das Ibiza Racing Team. Er erreichte den 22. Gesamtrang. Darüber hinaus absolvierte er IndyCar-Testfahrten für Dale Coyne Racing. 2014 nahm Dracone in der Auto GP für Ibiza Racing an einer und für Super Nova an vier Veranstaltungen teil. Mit zwei sechsten Plätzen als beste Ergebnisse wurde er 13. in der Fahrerwertung.
2015 erhielt Dracone bei Dale Coyne Racing ein Cockpit für die ersten fünf Rennen der IndyCar Series. Dabei war ein 21. Platz sein bestes Resultat.

## Statistik

### Karrierestationen
| - 1997–1999: Kartsport - 2002: Italienische Formel 3 - 2003: Italienische Formel 3 - 2004: Italienische Formel 3 (Platz 18) - 2005: Italienische Formel 3 - 2006: Euroseries 3000 (Platz 23) | - 2007: Euroseries 3000 (Platz 22) - 2008: Euroseries 3000 (Platz 18) - 2009: Euroseries 3000 (Platz 7) - 2009: Superstars Series - 2010: IndyCar Series (Platz 37) - 2011: Auto GP (Platz 21) | - 2012: Auto GP (Platz 16) - 2013: Auto GP (Platz 22) - 2014: Auto GP (Platz 13) - 2015: IndyCar Series (Platz 34) |

### Einzelergebnisse in der IndyCar Series
| Jahr | Team              | 1   | 2   | 3   | 4   | 5   | 6    | 7   | 8   | 9   | 10  | 11  | 12  | 13  | 14  | 15  | 16  | 17  | Punkte | Rang |
| ---- | ----------------- | --- | --- | --- | --- | --- | ---- | --- | --- | --- | --- | --- | --- | --- | --- | --- | --- | --- | ------ | ---- |
| 2010 | Conquest Racing   | SAO | STP | ALA | LBH | KAN | INDY | TXS | IOW | WGL | TOR | EDM | MDO | SNM | CHI | KTY | MOT | HMS | 24     | 37.  |
| 2010 | Conquest Racing   |     |     |     |     |     |      |     |     |     |     |     | 22  | 20  |     |     |     |     | 24     | 37.  |
| 2015 | Dale Coyne Racing | STP | NOL | LBH | ALA | IMS | INDY | DET | DET | TXS | TOR | FON | MIL | IOW | MDO | POC | SNM |     | 38     | 34.  |
| 2015 | Dale Coyne Racing | 23  | 23  | 21  | 23  | 22  |      |     |     |     |     |     |     |     |     |     |     |     | 38     | 34.  |

(Legende)